# Gasthaus Betzlbräu

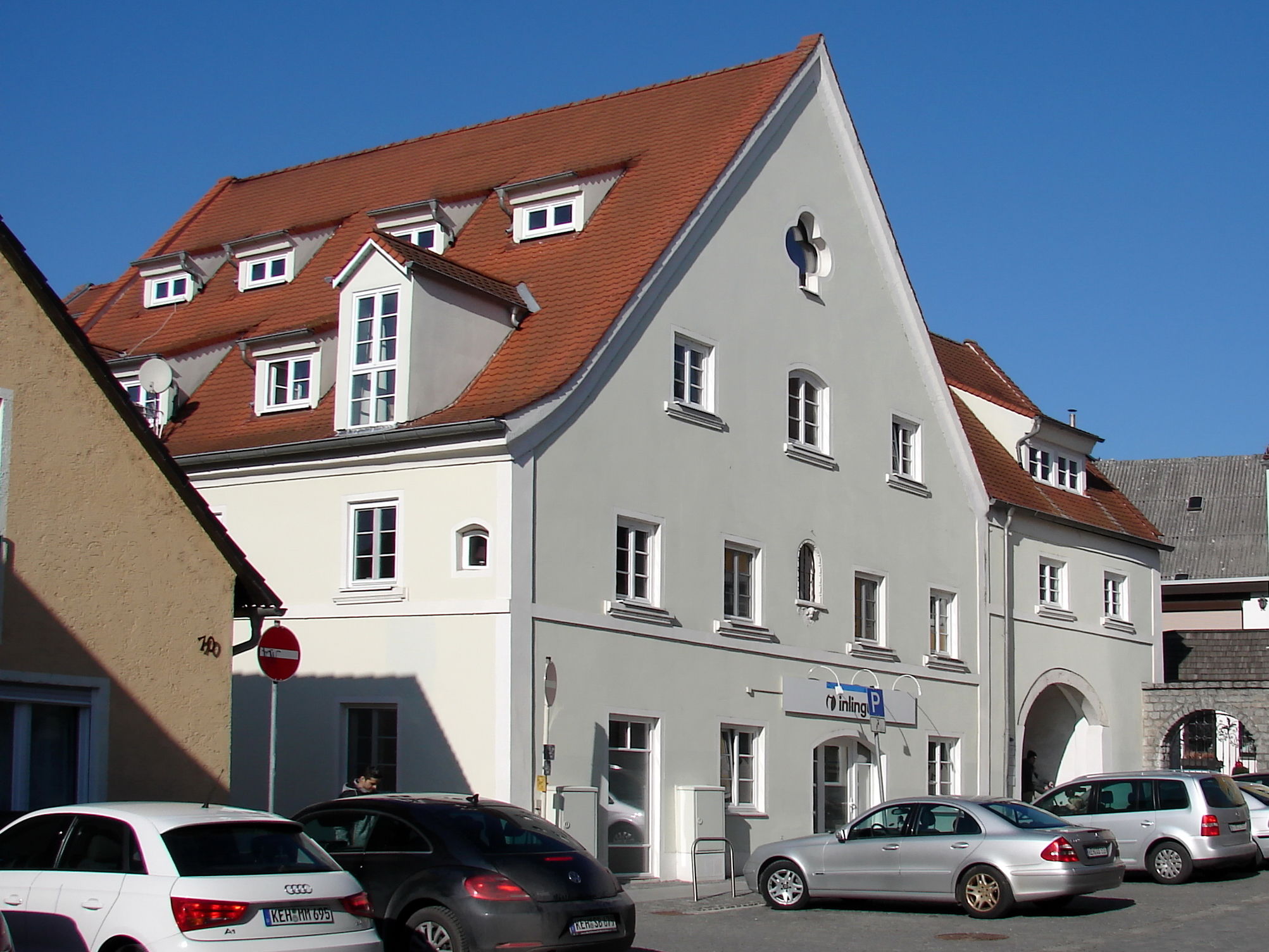
Ehemaliges Gasthaus Betzlbräu in Abensberg

Das Gasthaus Betzlbräu in Abensberg, einer Stadt im niederbayerischen Landkreis Kelheim, wurde im 18. Jahrhundert errichtet. Das ehemalige Gasthaus an der Babostraße 8 steht auf der Liste der geschützten Baudenkmäler in Bayern.
Der Gasthof mit Brauerei wurde bereits im frühen 16. Jahrhundert erwähnt. 
Das zweigeschossige Satteldachbau mit breit gelagertem Dreiecksgiebel und traufseitigem Flügel wurde Anfang des 20. Jahrhunderts barockisierend erneuert. Die kleeblattförmige Aufzugsluke  ist im Giebel erhalten. 
Der nördliche zweigeschossige Anbau mit Satteldach ist durch die rundbogige Durchfahrt zu erreichen.